# Belgien i olympiska sommarspelen 1952
Belgien deltog med 135 deltagare vid de olympiska sommarspelen 1952 i Helsingfors. Totalt vann de två guldmedaljer och två silvermedaljer.

## Medaljer

### Guld
- André Noyelle - Cykling, linjelopp.
- André Noyelle, Robert Grondelaers och Lucien Victor - Cykling, lagtempo.

### Silver
- Robert Grondelaers - Cykling, linjelopp.
- Michel Knuysen och Bob Baetens - Rodd, tvåa utan styrman.